# 성별 공개 파티

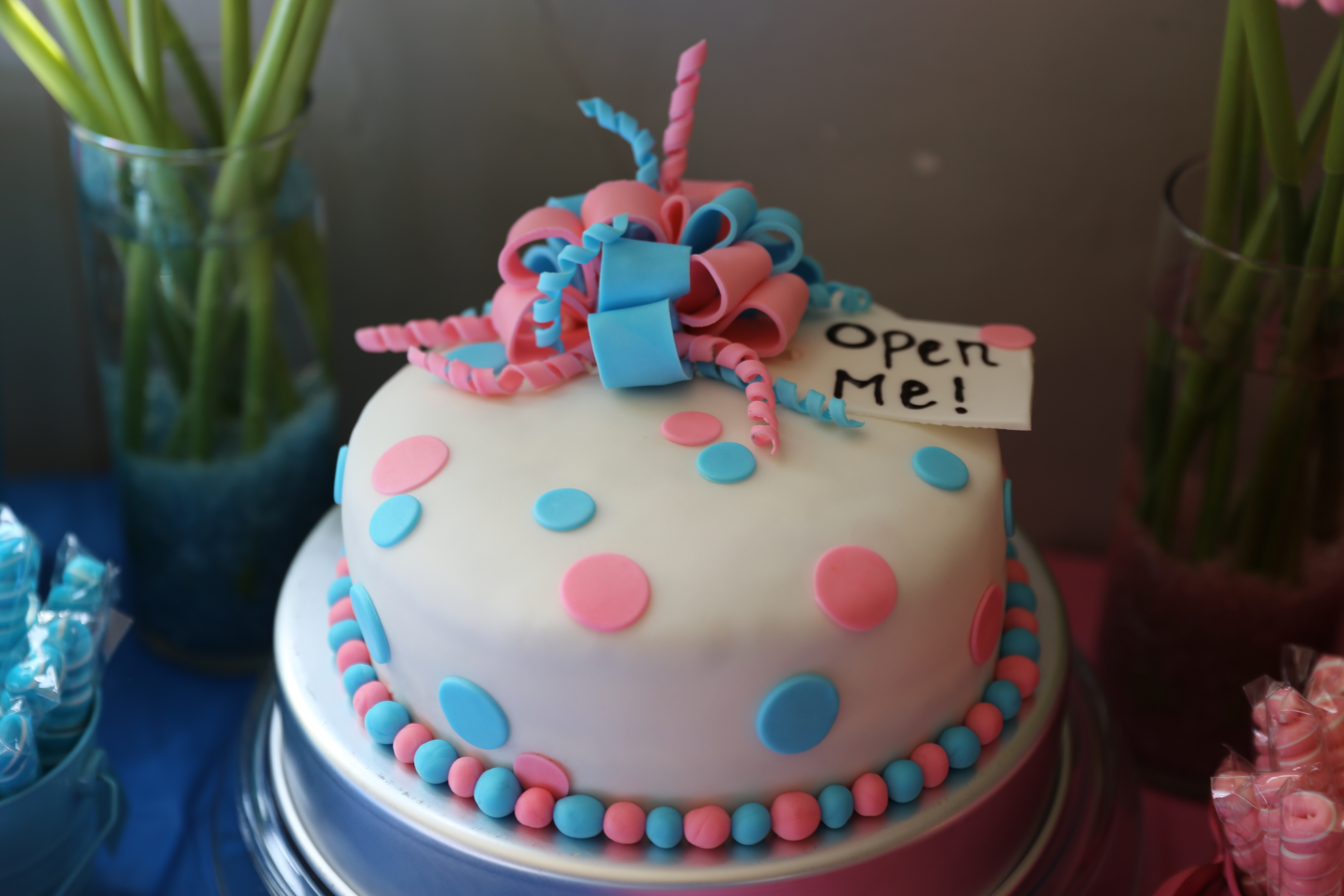
흰색 바탕에 분홍색과 파란색 모두 먹을 수 있는 원과 리본으로 장식된 둥근 케이크. 첨부된 노트에 "나를 열어줘"라고 쓰여 있다. 흰색 바탕에 분홍색과 파란색으로 장식된 커팅되지 않은 성별이 드러나는 케이크이다.

성별 공개 파티(性別公開 - , 영어: gender reveal party)는 임신 기간 동안 임신한 부모, 가족, 친구들에게 아기의 성별을 공개하기 위해 열리는 파티이다. 산전 성 감별 기술은 필요한 정보를 제공한다. 이 관행은 2000년대 후반 미국에서 시작되었다.
베이비 샤워와는 구별되지만, 때로는 베이비 샤워와 결합되기도 하는데, 이 곳에서 주된 활동은 미래의 아기를 위해 부모에게 선물을 주는 것이다. 성별 공개 파티는 종종 여자아이와 남자아이를 각각 의미하는 분홍색과 파란색과 같은 성별 고정관념을 포함한다.
이 관행은 논란이 되고 있으며 2017년 제재소 화재와 2020년 엘도라도 화재 등 다수의 사망자와 부상자, 대형 산불의 직접적인 원인이 된 정교하고 위험한 특수효과를 사용했다는 비판을 받아왔다. 이 관행은 또한 성 고정관념과 이원적 성본질주의를 강화한다는 비판을 받아왔다.